# 真珠郎
『真珠郎』（しんじゅろう、旧字体：眞珠郞）は、横溝正史の長編探偵小説で、探偵・由利麟太郎が活躍する作品である。1936年から1937年にかけて雑誌『新青年』に連載された。
本作品を原作として、テレビドラマ3作品が制作されている。

## 概要
『真珠郎』は、第二次世界大戦前の1936年10月から1937年2月の5回にわたって雑誌『新青年』に連載された作品である。本作品の出版に当たっては、谷崎潤一郎の題字、江戸川乱歩の序文、松野一夫の口絵、水谷準の装幀という豪華本となった。江戸川乱歩は序文で「作者の従来の名作『鬼火』『蔵の中』古くは『面影双紙』などには全く見られなかった一つの重大な魅力が加わって、その完璧さにおいて、横溝探偵小説の一つの頂点を為すものかも知れない」との賛辞を寄せている。
横溝は『週刊プレイボーイ』1975年（昭和50年）10月28日号の“わたしの10冊”の9番目に本作品を挙げている。
本作品には原型となった未執筆作品が存在する。『新青年』1933年（昭和8年）7月号の巻頭読み切り作品として掲載される予定だった『死婚者』で、横溝が執筆中に喀血で倒れてしまい、執筆不能になってしまった。このため、水谷準編集長が持ち込み原稿として預かっていた小栗虫太郎の『完全犯罪』が、急遽代理原稿として掲載されることになる。その後、『死婚者』の材料をもとに、構想を改めて執筆されたものが本作品『真珠郎』である。
本作品は、横溝の従来の耽美的作風をそのままに、怪奇ミステリの味わいと本格推理の謎解きとを巧みにブレンドした、横溝の戦前の活動を代表する一篇であり、後に金田一ものへと発展する作風の原点となる作品である。横溝自身は、前述のとおり喀血で倒れた後、2年にわたる病床生活の間、本作品の材料を温め、当時の英米の謎と論理の本格探偵小説を意識して試みた作品であるが、「謎と論理の本格探偵小説としては、はなはだお粗末なもので、私の幼時からもっているおどろおどろしき怪奇趣味だけが、いやに浮きあがった作品になってしまった」「けっきょく、それらしき作品が書けるまでには、戦後まで待つよりほかにしかたがなかった」と述べている。
本作品において扱われる「首のない死体」について、江戸川乱歩は序文で本作品からイーデン・フィルポッツの『赤毛のレドメイン家』を連想し、本作品が『赤毛のレドメイン家』に匹敵する作品であると述べているが、横溝自身は本作品についてエラリー・クイーンの『エジプト十字架の謎』にヒントを得て書いたものであると述べている。

## あらすじ
7月の初めごろ、X大学の講師である椎名耕助は、夕暮れの雑木越しに空に浮かぶ夕焼け雲がサロメの前に差し出されたヨカナーンの首そっくりに見えて、ぎょっとして立ちすくむ。そこへ通りかかった同僚の乙骨三四郎に声をかけられた椎名は、夕雲を指し示してヨカナーンの首に見えるという話をする。
7月15日の夜、椎名は乙骨に誘われて2人で信州に旅行に出かける。そして旅行先の温泉宿で、姪と2人暮らしの鵜藤氏という医者がN湖畔の邸の一室を貸し出す相手を探しているという話を聞き、その邸を訪れることにする。ところが途中、バスに乗り込んできた老婆から、Nに行くのはやめるように言われ、「お前さんたちの身の周りに、今に恐ろしい血の雨が降る。Nの湖水が、血で真っ赤になる。」と予言される。
元は娼家であった春興楼（しゅんきょうろう）という邸での生活は、鵜藤の姪の由美の美しさに惹かれたこともあって初めのうちは満足していたが、そのうち邸の蔵にもう一人誰かが住んでいる様子を感じるようになる。そして数日後の真夜中、椎名と乙骨は障子の隙間から、水に濡れた美少年が柳の樹の下に立っているのを目にする。その類い稀な美しい姿に、2人は妖異なものを感じる。翌朝、2人が鵜藤に美少年を見た話をすると、彼は激しく驚愕する。
それから1週間後、2人が湖水にボートを浮かべていると、浅間山が突然噴火する。溶岩と灰が降り注ぐ中、何とか岸まで戻ったところ、邸の展望台で先日見た美少年が鵜藤に刃物で襲いかかるのを目撃する。美少年は鵜藤の首をえぐると、今度は由美に襲いかかる。2人が邸の中に駆け込むと、肩を斬られて気を失って由美が倒れていた。気を取り戻した由美は、美少年が真珠郎という名で、彼に襲われたことを2人に話す。
真珠郎を追って外に出ると、丘にバスで見た老婆が立っていた。老婆は、真珠郎が逃げ水の淵と呼ばれる洞窟に逃げたことを3人に話し、洞窟の入り口が2つあるため4人で2艘のボートに分かれて真珠郎を追う。椎名と由美は、もう一方のボートとの合流点である浮き洲に倒れている乙骨を見つけ、さらにもう一つの浮き洲に首なし死体となった鵜藤を見つける。やがて気味の悪い笑い声とともに近づいてきたボートに乗っていた老婆のその顔は、真珠郎だった。そして、真珠郎は鵜藤の生首を笑いながら振り回した挙句、逃げ水の淵に放り込むと、ボートを漕いで去っていった。
邸に戻った由美は、椎名と乙骨を蔵の中の隠し部屋に案内し、かつて自分を糾弾した社会に復讐を遂げようと目論んだ鵜藤によって、ここで真珠郎が狂気の殺人者として育てられていたことを話す。その内容は、1年ごとに撮影した真珠郎の写真が貼り付けられた観察記『真珠郎日記』と、由美が鵜藤家に来るまで18年間真珠郎の世話をしていた爺やの証言によっても裏付けられた。
その後、警察の捜索にもかかわらず真珠郎の行方は杳として知れない中、椎名は東京に戻り、乙骨は由美と結婚して吉祥寺に新居を構える。そしてある日のこと、椎名は須田町の交差点で隣り合った自動車に乗っている真珠郎を目撃する。さらにその翌日、真珠郎を見たという由美に連れられて行った映画館で、新聞社のニュース映画の中に乙骨夫妻とその後ろの方に真珠郎が映っているのを見る。
このため由美から「夜の一人歩きや知らない人の誘いに乗らないように」と注意された椎名は、嫂が応対した彼がいない時に訪ねてきた由利麟太郎という人物が椎名に直接会いたいと言っていた話を警戒して断わった。
そして雪の降るクリスマスの日、椎名が乙骨夫妻の家を訪れ泊めてもらったその真夜中、由美の悲鳴が聞こえ、彼女と真珠郎がもみ合う様子を目撃する。鍵がかかったり鉄格子があったりして助けに行けない椎名は、やっと脱出すると、血みどろの座敷と負傷した乙骨を見つける。助けを呼びに行った隣家の人と共に由美を探すと首無しの女性の死体が公園の中にあり、着衣と腕のあざから由美と確認された。
乙骨は入院しただけで命に別状はなかったものの、椎名はこの惨殺事件のショックで大学にも行かず憂鬱とした日々を送り続ける。そんな折、由利麟太郎がまた彼のもとを訪ねてきたことで、椎名の気が付かなかった事件の「非常に恐ろしい知恵でたくまれた二重も三重もの底」がひとつずつめくられていくことになった。

## 登場人物
椎名耕助（しいな こうすけ）
X大学英文科の講師。
乙骨三四郎（おつこつ さんしろう）
X大学東洋哲学科の講師。
鵜藤（うどう）
医者。春興楼の主。半身不随で数年来寝たきり。
由美（ゆみ）
鵜藤の姪。聡明で美しい。後に乙骨と結婚。
真珠郎（しんじゅろう）
妖気漂う美少年。犯罪を重ねた男と美人だが白痴の山窩の女の間に生まれた。なお、名前の由来は誕生当時「珠のような綺麗な子」だったからという。
伊那子（いなこ）
真珠郎の父降旗三郎と、その妻光子の間にできた娘。真珠郎の異母妹（？）。
志賀（しが）
司法主任。
由利麟太郎（ゆり りんたろう）
警視庁の元捜査課長。

## 事件の発生年について
舞台の年代については本編中説明が一部食い違っているところがあり不明瞭。
- 第3章「蔵の中」の終わりの方で、由美が昔花魁が切り殺された事件のことを「明治三十年ごろのことだといいますから、もう四十年も昔ね」と発言。明治30年=1897年の40年後は1937年（昭和12年）。

- 第8章「美しき二匹の野獣」の中盤、かつて真珠郎の世話をしていた爺やの証言で真珠郎の両親が連れてこられたのが「今から二十一年前、大正十一年の春のことでした」という説明がある。大正11年=1922年から21年後は1943年（昭和18年）。

## 単行本
- 『真珠郎』（六人社、1937年4月）
- 『現代大衆文学全集 第9』（春陽堂、1950年）
- 『真珠郎』（モダン画報社、1954年）
- 『真珠郎』（東方社、1954年）
- 『由利・三津木探偵小説選 第5 カルメンの死』（東方社、1957年）
- 『由利・三津木探偵小説選 第7 カルメンの死』（東方社、1961年）
- 『鬼火 完全版』（桃源社、1969年11月）
- 『横溝正史全集 1 真珠郎』（講談社、1970年）
- 『大衆文学大系 25 横溝正史 海野十三 小栗虫太郎 木々高太郎』（講談社、1973年5月）
- 『真珠郎』（角川書店〈角川文庫〉、1974年10月）
- 『新版 横溝正史全集 1 真珠郎』（講談社、1975年5月）
- 『昭和ミステリ秘宝 真珠郎』（扶桑社〈扶桑社文庫〉、2000年10月） ISBN 4-594-02993-0
- 『由利・三津木探偵小説集成 1 真珠郎』日下三蔵 = 編（柏書房、2018年11月）ISBN 978-4760150519

## 漫画
- JET『真珠郎 名探偵・由利麟太郎』（角川書店〈あすかコミックスDX〉、2004年4月） ISBN 4-04-853736-9

## テレビドラマ

### 1978年版
TBSで『横溝正史シリーズII』の第2作として1978年5月13日から5月27日まで放送。全3回。
探偵が原作の由利麟太郎から金田一耕助に変えられたことにより、登場人物中の「椎名耕助」の名が「肇」に変えられている。
ストーリー展開はおおむね原作に忠実だが、以下のような差異がある。
- 椎名と乙骨の所属は「城北大学」、鵜藤は信州の「鳥越湖」の湖畔に住んでいる。湖畔へ行く途中で別の目的地に滞在した設定は無い。
- 金田一は元々椎名の友人であり、住職である叔父・了潤を訪ねて湖畔へ向かい、椎名や乙骨と同じバスに乗り合わせた。了潤は事件に関わる過去を知る人物を探し出すなどの役割を果たす。後半では金田一がおおむね原作の由利麟太郎の役回りを負っている。
- 最後は椎名が1人で老婆の小屋へ走り、金田一たちは遠巻きに見守る。戻ってきた由美は、その場で告白状を渡す。由美はボートで漕ぎ出して服毒、ボートは逃げ水の淵へ流れていく。

キャスト
- 金田一耕助 - 古谷一行
- 日和勇警部 - 長門勇
- 鵜藤由美 - 大谷直子
- 鵜藤 - 岡田英次
- 椎名肇 - 原田大二郎
- 乙骨三四郎 - 中山仁
- 真珠郎 - 早川絵美
- 了潤 - 加藤嘉
- 音蔵 - 藤原釜足

スタッフ
- 企画 - 角川春樹事務所、毎日放送
- プロデューサー - 青木民男（毎日放送）、香取擁史、西岡善信
- 脚本 - 安藤日出男
- 撮影 - 森田富士郎
- 照明 - 中岡源権
- 美術 - 西岡善信
- 衣装 - 伊藤なつ
- 美粧 - 竹村浩二、原淳之助
- 結髪 - 石井ヱミ
- 協力 - 京都衣装、山崎かつら、京阪商会、高津商会
- 衣装協力 - きもの 英（はなぶさ）
- 現像 - 東洋現像所
- 音楽 - 真鍋理一郎
- 主題歌 - 茶木みやこ「あざみの如く棘あれば」
- 監督 - 大洲斉
- 制作 - 毎日放送、大映京都、映像京都

| 毎日放送 横溝正史シリーズII        | 毎日放送 横溝正史シリーズII        | 毎日放送 横溝正史シリーズII           |
| 前番組                             | 番組名                             | 次番組                                |
| ---------------------------------- | ---------------------------------- | ------------------------------------- |
| 八つ墓村 （1978年4月8日 - 5月6日） | 真珠郎 （1978年5月13日 - 5月27日） | 仮面舞踏会 （1978年6月3日 - 6月24日） |

### 1983年版
テレビ朝日系で土曜ワイド劇場『横溝正史の真珠郎 金田一耕助を愛した女 “怪しい美少年の正体は……”』として1983年10月8日に放送。
- 金田一耕助が原作の椎名耕助の役回りを負っており、後半では由利麟太郎の役回りも兼ねる。湖畔へ向かうまでの大学でのエピソードや途中滞在地の設定は無い。
- 東京へ舞台が移動することはなく、湖畔でストーリーが完結する。
- 洞窟は洪水時には湖水が流入するが平水時には陸上にある。
- 乙骨は由美の家庭教師として以前から面識があったことが最初から明らかにされている。
- 本物の老婆は単に金で乙骨に雇われており、最初にバスで出会った老婆も本物の方だった。住んでいた小屋で絞殺死体で発見される。
- 最後には由美は洞窟で真珠郎の扮装をして金田一を待っていた。金田一は由美の希望を容れて、遺体を洞窟奥の底なしの井戸に人知れず葬る。

キャスト
- 金田一耕助 - 小野寺昭
- 乙骨三四郎 - 夏木勲 ※「乙骨」を「おとぼね」と読んでいる。
- 鵜島由美 - 真野響子
- 巡査 - 渡辺篤史
- 鵜島 - 岡田英次
- 真珠郎の母 - 風祭ゆき
- 真珠郎 - 斉藤林子

岡田英次が、役名は変えられているが1978年版と同じ役を演じている。
スタッフ
- プロデューサー - 白井伸明、塙淳一
- 脚本 - 田坂 啓
- 音楽 - 菅野光亮
- 撮影 - 森勝
- 照明 - 木村誠作
- 美術 - 渡辺平八郎
- 音声 - 宮入勝
- 編集 - 深沢佳文
- 企画協力 - 角川春樹事務所
- 監督 - 田中 登
- 制作 - にっかつ撮影所、ANB

### 2005年版
TBS系で月曜ミステリー劇場『名探偵・金田一耕助シリーズ32 神隠し真珠郎』として2005年7月18日に放送。
原作登場人物の家族関係などの一部や、施錠された扉の鍵穴を通して真珠郎の姿を認識させるなどのトリックを踏襲しているが、ストーリーは全く新たに創作されている。
- 鵜藤家は岡山県霧神村で温泉の権利を握る大富豪で、当主・宗太郎には正妻・ハツとの間に長男・雄一、邸内に居住する妾・千代との間に三男・幸三がいる。既に病死している別の妾との間の次男・研二は乙骨家に養子に出されている。真珠郎は幸三と同腹の四男だが、3歳だった18年前に神隠しに遭って行方不明。
- 霧神池のほとりで女中の一人と密会していた幸三が、頸を吊るされたうえ斬殺される。女中が目撃した犯人は金髪で青い眼の美少年[注 6]で、幸三も絶命前に真珠郎と認めていた。弁護士である研二が金田一を呼んで調査を依頼する。
- 由美は5年前に死んだ宗太郎の弟・宗次郎の娘で、鵜藤家の女中頭のような立場である。真珠郎が神隠しになる少し前に、宗次郎一家が流れ者に襲われ、夫婦は重傷を負い幼い息子2人（由美の兄と弟）は殺害されるという事件があった。金田一が村へ来ると、怪しい老婆の姿をした由美の母・美代子が立ちはだかり、村から立ち去れと脅す。
- 霧神池へ流れ込む滝の上で雄一が、鵜藤家内で研二が斬殺される。いずれのときも由美の悲鳴が聞こえたあと、金田一が真珠郎らしき人物を目撃していた。
- 宗次郎一家の襲撃は源泉の権利を広く村に配分するのを阻止しようとする宗太郎の指示によるもので、真珠郎の神隠しはそれを知った宗次郎による復讐であった。宗次郎によって殺人者に教育された真珠郎は、その宗次郎を斬殺、さらに幸三を殺したとき、幼い頃の思い出が蘇って混乱し由美の目前で自刃した。宗次郎の無念を果たす者がいなくなったと考えた由美は真珠郎に扮して雄一と研二を殺害した。

キャスト
- 金田一耕助 - 古谷一行
- 河合警部 - 谷啓
- 鵜藤由美 - 田中美里
- 鵜藤真珠郎 - 山﨑勝之
- 鵜藤雄一 - 柄沢次郎
- 鵜藤幸三 - まるの保
- 鵜藤峰子 - 那須佐代子
- 鵜藤多賀子 - 犬飼このり
- 鵜藤誠司 - 小林且弥
- 熊蔵 - 市原清彦
- 女中・かず子 - 上杉二美
- 志村巡査 - 遠山俊也
- 鵜藤宗次郎 - 曽我廼家文童
- 鵜藤美代子 - 泉晶子
- 西野千代 - 山口美也子
- 鵜藤ハツ - 浅利香津代
- 乙骨研二 - 勝村政信
- 鵜藤宗太郎 - 神山繁

スタッフ
- プロデューサー - 土橋覚
- キャスティングプロデューサー - 横山千賀
- 脚本 - 石原武龍
- 撮影 - 磯貝喜作
- 照明 - 渡邊康
- 美術 - 田畑照政
- 録音 - 山岸壮二
- 編集 - 末吉俊朗
- 方言指導 - 椿留美子
- 制作協力 - 角川書店
- 監督 - 山本厚
- 制作 - 東阪企画、TBS